# Kaskade (Zeitschrift)

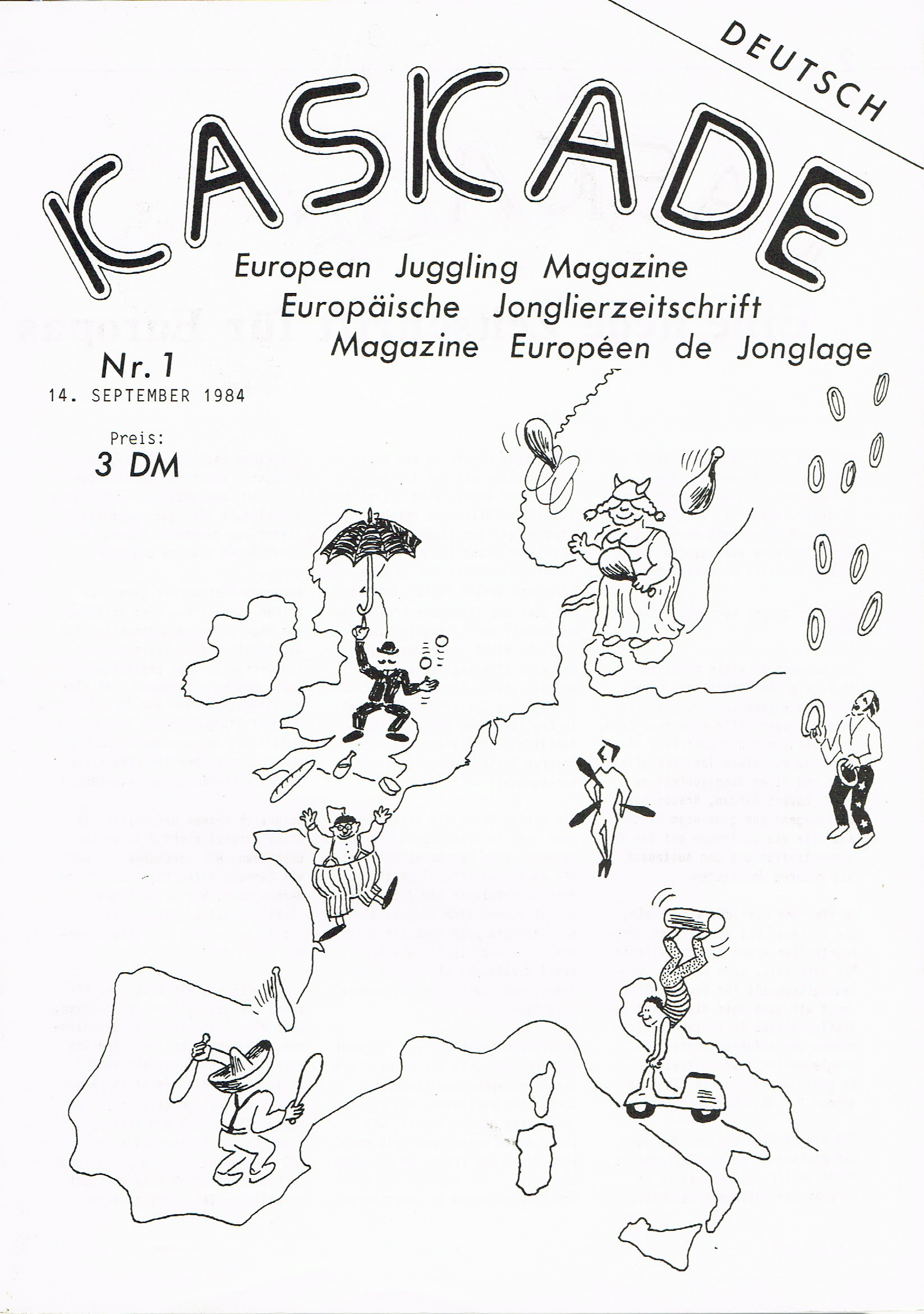
Titelseite der Zeitschrift Kaskade, Heft 1, 1984

Kaskade ist der Titel der Europäischen Jonglierzeitschrift (European Juggling Magazine). Die Zeitschrift erschien in deutscher, englischer, französischer und italienischer Sprache. Sie richtete sich an Hobby- und Profi-Artisten und behandelte alles rund um die Themen Jonglieren, Artistik, Akrobatik und Zirkus. Kaskade informierte mit Berichten, Porträts, Rezensionen, Kontaktadressen (zum Beispiel von Zirkusschulen), Veranstaltungshinweise und einem Kleinanzeigenteil. Der Name der Zeitschrift nimmt Bezug auf das gleichnamige Grundmuster beim Jonglieren.
Die erste Ausgabe erschien im September 1984. Die Zeitschrift wurde vierteljährlich im Eigenverlag von Gabi und Paul Keast herausgegeben, bis sie nach 112 Ausgaben Ende 2013 eingestellt wurde. Der Sitz der Redaktion und des Verlages war Wiesbaden.